# Союзническая война (91—88 до н. э.)
Сою́зническая война́ (лат. Bellum Sociale) — восстание италийских племён против Рима и развернувшиеся вслед за ним на территории большей части Италии военные действия в 91—88 годах до н. э. Наиболее активны среди восставших племён были марсы, поэтому конфликт называется также Марси́йская война (лат. Bellum Marsicum).

## Причины

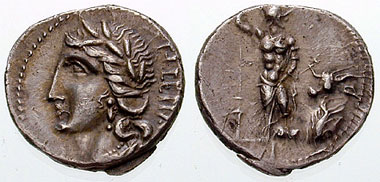
Серебряный денарий Марсской конфедерации времён Союзнической войны. Надпись «Италия» на оскском языке

Причиной конфликта явился отказ римского сената предоставить права римского гражданства италийским союзникам по законопроекту, внесённому народным трибуном Марком Ливием Друзом младшим (вскоре он был убит в Риме ударом сапожного ножа в бедро). Италики, составлявшие с Римом аморфную федерацию полисов с разными правами и обязанностями каждого участника, были также недовольны тем, что значительное число солдат для многочисленных войн Рима набиралось именно в их землях. Кроме того, италики не были допущены к участию в обработке общественной земли — ager publicus, — хотя основная часть участков ager publicus располагалась как раз на территории различных италийских племён.

## Ход войны
Италики решили выступить незаметно и начали скрытно готовиться к войне. В соответствии с первоначальным планом, италики хотели сперва принести в жертву на Альбанской горе во время одного из латинских праздников обоих консулов Римской республики 91 года — Луция Марция Филиппа и Секста Юлия Цезаря, но этот замысел не удался, после чего италики начали готовиться к открытому выступлению. Однако римляне узнали о крупных приготовлениях италиков и отправили во многие города своих людей для выяснения обстоятельств. В Аускуле римлянам удалось получить ценную информацию о приготовлениях, однако жители Аускула устроили массовую резню всех находившихся в городе римлян. После этого италики попытались в последний раз договориться с римлянами о получении гражданских прав, однако, когда это не удалось, они начали открыто готовиться к войне.
Италики провозгласили создание своего союза, названного «Италия», с центрами в городах Корфиний и Бовиан. Во главе союза был поставлен Совет пятисот. Восставшие чеканили серебряную монету с символическим изображением быка, попирающего римскую волчицу. Каждое племя выставляло свою армию, общая численность которой в 90 году до н. э. достигла 200 тысяч человек, превысив численность римской армии. К восставшим присоединились низшие слои римских колонистов, провинциалы. Однако значительное число латинских колоний сохранило верность Риму, что серьёзно осложнило положение италиков, поскольку латинские колонии были разбросаны по всей Италии. Восстали преимущественно центральные и южные области Италии, населённые италиками, в то время как большинство этрусков и умбров не поддержали восставших.

### Первый этап боевых действий
Римляне отреагировали немедленно и стали готовить собственные войска. Бо́льшая часть римской армии сосредоточилась возле Рима, поскольку было ещё неизвестно, с каких сторон и в каком количестве будут нападать италики. Публию Рутилию Лупу были назначены следующие легаты: Гай Марий, Гней Помпей Страбон, Квинт Сервилий Цепион, Гай Перперна и Валерий Мессала. Легатами Секста Юлия Цезаря стали Луций Корнелий Сулла, Публий Корнелий Лентул, Гай Юлий Цезарь Старший, Тит Дидий, Марк Клавдий Марцелл (легат) и Публий Лициний Красс.
В начале войны, потеряв 2000 солдат, был обращён в бегство консул Секст Юлий Цезарь. Он был заперт в Эзернии; руководившие защитой этого города вскоре бежали, переодевшись рабами, и город был взят измором после осады. В то же время единственный систематический источник по Союзнической войне, Аппиан, в дальнейшем упоминает Секста как действующего полководца, несколько раз принимавшего участие в сражениях.
Вскоре Публием Презентеем был разгромлен 10-тысячный отряд одного из легатов второго консула Публия Рутилия Лупа, Гая Перперны. Остатки отряда Перперны отошли к Гаю Марию, на которого как на именитого полководца возлагались большие надежды, связанные с его талантом. Вскоре из засады было совершено нападение на отряд консула Публия Рутилия Лупа, действовавшего совместно с Гаем Марием. Рутилий был тяжело ранен и вскоре скончался. После его похорон в Риме сенатом было принято решение, согласно которому хоронить погибших на войне полагалось на месте гибели, чтобы зрелище похорон в Риме не снижало боевой дух его жителей.
Военачальник италиков Квинт Попедий пришёл в лагерь римского военачальника Квинта Сервилия Цепиона под видом перебежчика. Попедий привёл с собой в качестве залога двух рабов, переодетых и выдаваемых Попедием за своих двух сыновей, и принёс множество свинцовых круглых пластинок, покрытых сверху серебром и золотом. Попедий предложил Цепиону захватить его оставленный лагерь. Когда Цепион со своими войсками приблизился к лагерю, Попедий дал сигнал, после чего его войска атаковали Цепиона из засады.
Луций Корнелий Сулла вскоре разбил в виноградниках крупный отряд из племени марсов, которые несмотря на свою немногочисленность, считались самыми умелыми воинами среди италиков.
Примерно в это же время Гней Помпей Страбон с крупными силами подошёл к Аускулу, одному из оплотов италиков. Полководец Видацилий, преследовавший Помпея, договорился с жителями Аускула об одновременном выступлении против Помпея с двух сторон, однако аускульцы не решились покинуть город и сорвали план Видацилия. Последний со своей армией прорвался в город и перебил множество горожан, после чего убил множество своих врагов из числа италиков и совершил пышное самоубийство (принял яд, находясь в храме, и приказал одновременно сжечь его на костре прямо в храме).

### Уступки римлян
В сложившихся условиях римляне пошли на первую уступку: законом Луция Юлия Цезаря 90 г. до н. э. (lex Iulia) римляне даровали права римского гражданства племенам, не принимавшим участия в этой войне (то есть этрускам и умбрам); это внесло колебания в ряды восставших, но марсы, самниты и пицены продолжали ожесточённо сражаться. Римляне вынуждены были пойти на новую уступку — предоставить права гражданства италикам, если они в течение 60 дней сложат оружие (lex Plautia Papiria), а также даровать права латинского гражданства Цизальпинской Галлии. Это подорвало и раскололо силы восставших.

### Заключительный этап боевых действий
После того, как римлянам удалось расколоть италиков, победа Рима стала неизбежной.
Уже в начале 89 года племенем марсов был убит второй из римских консулов, Луций Порций Катон. Первый консул сумел предотвратить проникновение армии италиков в верную Риму Этрурию.
Луций Корнелий Сулла потерпел поражение от Клуенция в Кампании, но уже через несколько дней в ответной битве и затем во время преследования отступающей армии возле Нолы уничтожил практически все войска Клуенция (Аппиан сообщает, что всего было уничтожено 50 тыс. солдат италиков). Также во время боевых действий в Кампании Сулла взял Помпеи. Затем он вошёл в Самний, где взял и отдал на разграбление сдавшийся после поджога Эклан. Впоследствии Сулла взял ещё несколько городов, включая новую столицу италиков — Бовиан.
Гней Помпей Страбон, успешно проведя кампании в землях марсов, марруцинов и вестинов, принудил их к миру. Гай Косконий в битве при Каннах разбил италика Требация, нарушив уговор. Дело в том, что Коскония и Требация разделяла река, и последний потребовал, чтобы Косконий либо напал на него сам, либо позволил переправиться. Однако Косконий напал на Требация во время переправы через реку. При этом погибло около 15 тыс. солдат Требация.
Летом 88 года до н. э. сопротивление италиков было сломлено окончательно.

## Итоги войны
Римляне даровали права гражданства всем италикам, но приписали их лишь к 8 (либо к 10) новым трибам, а не ко всем 35, что не давало им практически никакого социально-политического влияния. Впоследствии это обстоятельство было использовано Публием Сульпицием Руфом для создания массовой опоры личной власти для Гая Мария. Кроме того, италики (особенно самниты и луканы) активно участвовали в Гражданской войне 83-82 годов до н. э. на стороне марианцев против Суллы. Кроме того, все италийские общины практически превращались в римские муниципии. Таким образом, Рим терял своё исключительное положение в Италии и становился primus inter pares — первым среди равных.
В целом Союзническая война подорвала римскую полисную организацию, включила италиков в управление Римским государством, ускорила процессы латинизации Италии и образования италийской народности.
Воспользовавшись временным ослаблением Рима во время войны с италиками, понтийский царь Митридат VI Евпатор начал наступление на зависимые от Рима царства. Завоевание понтийским царём римских провинций Вифинии и Каппадокии сопровождалось резнёй живших там римлян и италиков (в ходе так называемой «Эфесской вечерни» было убито до 80 тыс. человек). Эти события послужили поводом к началу Первой Митридатовой войны.